# Bosbytauella
Bosbytauella es un género de foraminífero bentónico normalmente considerado un subgénero de Daixina, es decir, Daixina (Bosbytauella) de la subfamilia Pseudoschwagerinae, de la familia Schwagerinidae, de la superfamilia Fusulinoidea, del suborden Fusulinina y del orden Fusulinida. Su especie tipo es Daixina gallowayi bosbytauensis. Su rango cronoestratigráfico abarca el Gzeliense (Carbonífero superior).

## Discusión
Clasificaciones más recientes incluyen Bosbytauella en la superfamilia Schwagerinoidea, y en la subclase Fusulinana de la clase Fusulinata. Otras clasificaciones lo han incluido en la subfamilia Triticitinae de la familia Triticitidae.

## Clasificación
Bosbytauella incluye a las siguientes especies:
- Bosbytauella akbeitica †, también considerado como Daixina (Bosbytauella) akbeitica †
- Bosbytauella bosbytauensis †, también considerado como Daixina (Bosbytauella) bosbytauensis †
- Bosbytauella postgallowayi †, también considerado como Daixina (Bosbytauella) postgallowayi †